# Emergencias Sanitarias de Castilla y León
El servicio de Emergencias Sanitarias de Castilla y León es el servicio de atención a urgencias y emergencias médicas extrahospitalarias dependiente de la Gerencia Regional de Salud (Sacyl) para toda la Comunidad Autónoma de Castilla y León, así como también colabora con las regiones limítrofes en situaciones de emergencia cuando son requeridos. 
El servicio está disponible las 24 horas del día durante todo el año, y es accesible a través de Emergencias 1-1-2 Castilla y León, el cual es el Servicio de atención telefónica y coordinación, de todos los servicios de emergencias y catástrofes de todo tipo, para la Comunidad Autónoma de Castilla y León.
A diferencia de otras comunidades autónomas, Castilla y León no tiene ni ha gestionado nunca un servicio de emergencias médicas a través del número de teléfono 061, como sí sucede en Andalucía por ejemplo.

## Historia
Emergencias Sanitarias de Castilla y León surge cómo la puesta en marcha del servicio de urgencias extrahospitalarias bajo la dirección de la Gerencia Regional de Salud en el año 2003. 
Su creación y funcionamiento viene regulada por el Decreto 24/2003, del 6 de marzo, por el que se desarrolla la estructura orgánica de los servicios periféricos de la Gerencia Regional de Salud en el que se incluye este organismo.
A lo largo del tiempo desde su constitución, el servicio ha ido ampliando sus medios y número de asistencias en toda la región.
Cabe destacar que en los inicios antes de que existiera el Servicio de Emergencias Castilla y León 1-1-2, los ciudadanos sólo podían acceder a las emergencias sanitarias de Castilla y León, marcando el número 061, pero posteriormente, Emergencias Sanitarias Castilla y León, ya está totalmente integrado en el Servicio de Emergencias Castilla y León 1-1-2, no existiendo en la actualidad un servicio separado para la atención telefónica de las emergencias sanitarias. 
La sanidad de Castilla y León tiene contratos con empresas privadas de ambulancias y servicios sanitarios para cubrir el servicio, estando todas las unidades de Soporte Vital Básico subcontratadas en toda la región, así como también lo están los Técnicos en Emergencias Sanitarias que prestan servicio. Aunque inicialmente estuvo convenido también con Cruz Roja, actualmente no existe colaboración entre la ONG y el servicio sanitario público. 
El resto de unidades, de Soporte Vital con Enfermería (SVAE o SVI en algunos lugares, Unidad Enfermerizada de Emergencias en Castilla y León) y las de Soporte Vital Avanzado (llamadas Unidad Móvil de Emergencias en Castilla y León), son propias del ente público, así como también su personal.
En la actualidad, el servicio se encuentra subcontratado en general con la empresa HTC, a través de Ambulancias Rodrigo.
Por lo tanto, el ciudadano puede acceder marcando directamente el 1-1-2.

## Objetivos y funciones
Cómo servicio de emergencias sanitarias, su función principal es dar respuesta a las llamadas de demanda sanitaria y prestar asistencia a las urgencias y emergencias médicas extrahospitalarias de Castilla y León. Esta asistencia médica urgente puede darse de dos maneras:
- atención y traslado urgente en Unidades de Soporte Vital Básico desde el medio extrahospitalario hasta el Centro Sanitario más adecuado a la urgencia.

- "in situ" en el ámbito extrahospitalario con Unidades de Soporte Vital Avanzado y posterior traslado al Centro Sanitario si fuera preciso.

Además, el servicio interviene también en actuaciones en situaciones de riesgo previsible y para la coordinación de recursos sanitarios y asistencia especializada en accidentes múltiples víctimas y catástrofes.
De manera más secundaria, existen varios servicios que también ofrece y gestiona este organismo público:
- oferta de información sanitaria en relación con los programas especiales puestos en funcionamiento por la Gerencia Regional de Salud a través del número de teléfono 900.
- gestión de los traslados secundarios o interhospitalarios urgentes y no urgentes.
- gestión de las alertas epidemiológicas.

## Recursos
El dispositivo asistencial de Emergencias Sanitarias de Castilla y León es bastante completo, contando con unidades específicas para cada actuación con el objetivo de proporcionar los recursos necesarios en cada momento para resolver las incidencias.

### Recursos fijos

#### Centro Coordinador de Urgencias y Emergencias (CCUE)
Centro integrado de atención a emergencias sanitarias que, situado en Valladolid, se encarga de gestionar las demandas del 112.
Es el encargado de proporcionar la respuesta más adecuada a los ciudadanos, teniendo en cuenta el lugar, contexto en el que se produce y los recursos disponibles para satisfacer dicha demanda de un modo rápido, coordinado, efectivo, equitativo y eficiente.
Tiene como funciones:
- Recepción, clasificación y evaluación de las llamadas de los usuarios.
- Localización geográfica del lugar donde se ha de prestar la asistencia.
- Puesta en marcha de la respuesta sanitaria más apropiada con la movilización y activación de los recursos y del personal sanitario precisos.
- Coordinación de los distintos medios asistenciales intervinientes, sirviendo de nexo y apoyo de los mismos.
- Seguimiento del proceso de asistencia urgente hasta que el mismo finaliza.
- Registro de las actuaciones y los historiales de los usuarios, así como emisión de informes y estadísticas.
- Coordinación con otros Organismos y Servicios intervinientes en las situaciones de urgencia, emergencia y catástrofe.
- Consultoría sanitaria por vía telefónica de problemas urgentes.

Puntos de Atención Continuada (PAC)
Son aquellos centros de atención primaria donde se realiza atención de urgencias a demanda o seguimientos programados fuera del horario ordinario de los Centros Asistenciales (centros de salud, consultorios, etc.). Estos puntos se encuentran la mayoría de servicios de Urgencias de los centros de salud de la Comunidad Autónoma y cuentan con vehículos propios para desplazarse si es necesario.

### Recursos móviles

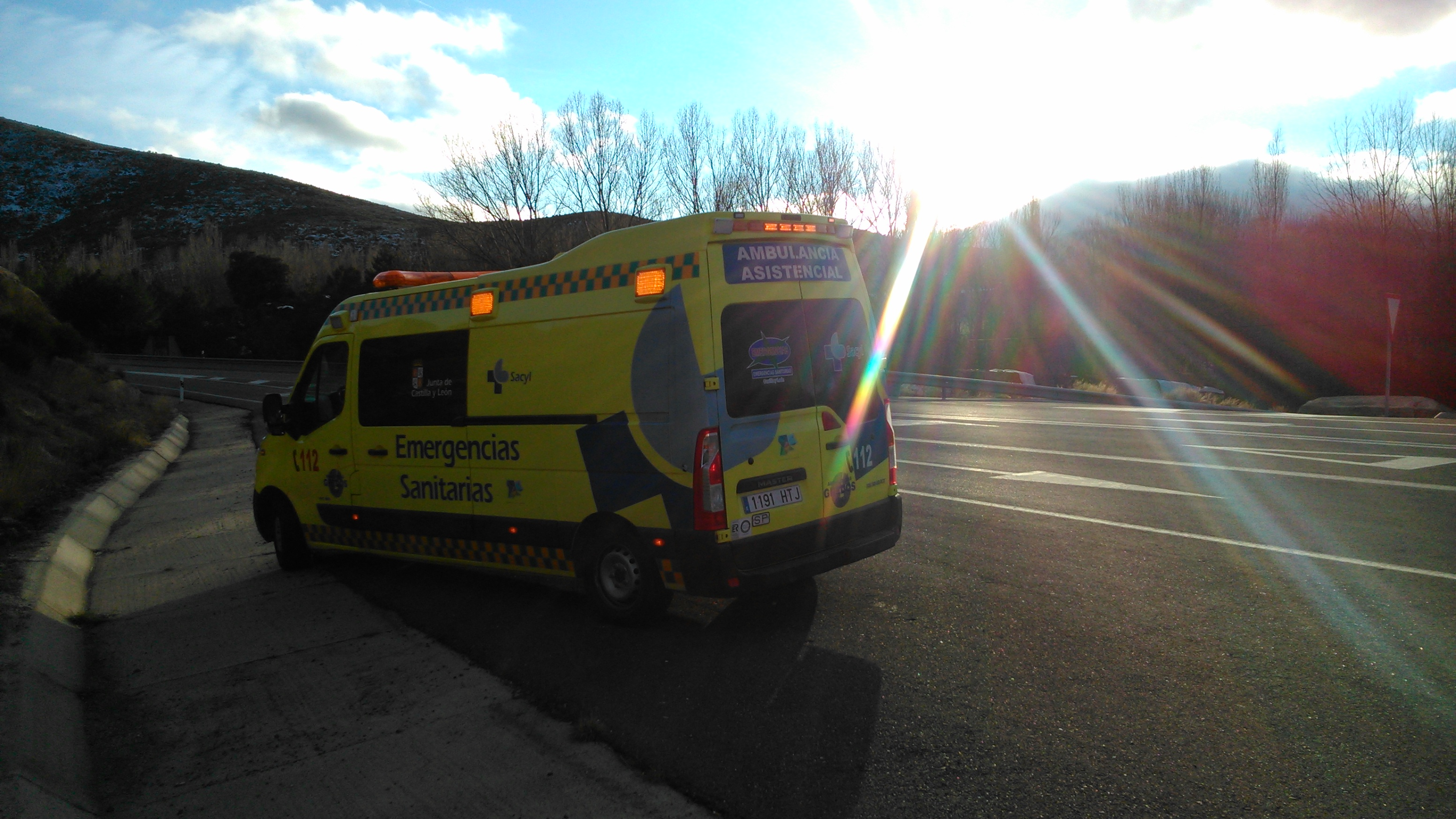
Ambulancia asistencial (USVB) con la nueva rotulación adaptada a la normativa europea

Unidades de Soporte Vital Básico (USVB)
Son vehículos sanitarios clase B que cuentan con los recursos humanos y técnicos necesarios para realizar el traslado urgente de pacientes y prestar soporte vital básico instrumentalizado. La dotación se compone de dos técnicos en emergencias sanitarias (TES).
Unidades de Soporte Vital Avanzado (USVA)

Son vehículos sanitarios clase C que cuentan con los recursos humanos y técnicos necesarios para realizar la estabilización del paciente y técnicas de soporte vital avanzado. La dotación humana depende del tipo de recurso:.
- UEnE (Unidad de Enfermería de Emergencias): Cuentan con una enfermera y dos TES.
- UME (Unidades Medicalizada de Emergencias): Integran un médico, un enfermero y dos TES.
- UME interhospitalaria: destinada al traslado de pacientes entre hospitales. Tienen las mismas características que las UME pero con la diferencia de que su dotación es menor, se componen de un médico, un enfermero y un TES.
- Helicópteros especialmente adaptados. La dotación es de un médico, un enfermero, un piloto y un mecánico.Helicóptero sanitario con la antigua rotulación

Unidades de Apoyo Logístico (APOLO)

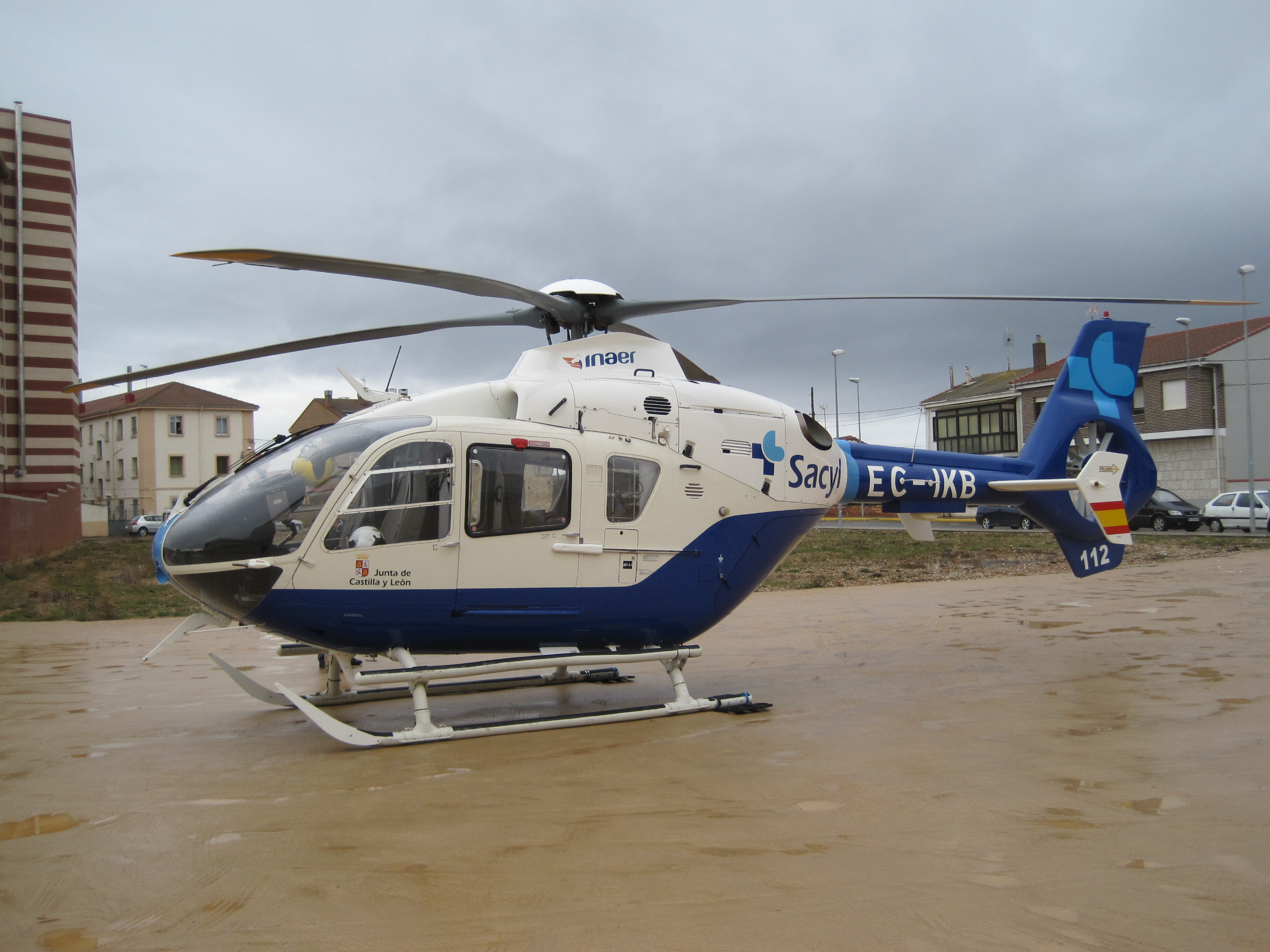
Helicóptero sanitario con la antigua rotulación

Son vehículos que portan material sanitario y recursos humanitarios, así como herramientas de rescate, a zonas en las que ha habido un incidente con un alto número de víctimas o para realizar un servicio de prevención ante aglomeraciones de masas previstas. Están rotuladas y dotadas de todas las señales de emergencia. Existen 3 en toda la comunidad.

### Localización de recursos
Centro Coordinador de Urgencias (CCU-Sacyl)
El Centro se encuentra integrado en el Centro de Emergencias de Castilla y León 112, situado en Paseo del Hospital Militar N.º 24 en Valladolid.
Puntos de Atención Continuada (PAC) y sus vehículos SVB
Se encuentran situados en los servicios de Urgencias de los centros de salud que lo poseen. Normalmente se utilizan para cubrir las áreas rurales de la región como apoyo a las propias ambulancias del servicio con los vehículos de cada centro, los cuales no suelen poseer señales de emergencia pero si rotulación propia de Sacyl.
Ambulancias asistenciales (SVB)
Se localizan en los diferentes centros de salud de cada comarca así como en diferentes bases establecidas como propias de Emergencias Sanitarias de Castilla y León. Siguen un patrón de localización destinado a tratar de cubrir el área máxima asistencial sin perder efectividad.
| Ávila | Burgos | León | Palencia | Salamanca | Segovia | Soria | Valladolid | Zamora |
| --- | --- | --- | --- | --- | --- | --- | --- | --- |
| - Arévalo - Arenas de San Pedro - Ávila (2 SVB) - El Barco de Ávila - Burgohondo - Candeleda - Cebreros - Piedrahíta - Sotillo de la Adrada - Las Navas del Marqués - Madrigal de las Altas Torres - Mombeltrán - Navarredonda de Gredos | - Aranda de Duero - Belorado - Briviesca - Burgos (3 SVB) - Espinosa de los Monteros - Salas de los Infantes - Lerma - Medina de Pomar - Melgar de Fernamental - Miranda de Ebro - Quintanar de la Sierra - Roa de Duero - Sedano - Villadiego - Villarcayo - Villasana de Mena | - León (2 SVB) - Astorga - Valencia de Don Juan - La Bañeza - León San Andrés de Rabanedo - Sahagún - Cistierna (2) - Riaño - La Magdalena - Cuenca de Bernesga - Pola de Gordon - Mansilla de las Mulas - Ribera del Órbigo -Benavides - Boñar - La Cabrera | - Aguilar de Campoo - Carrión de los Condes - Guardo - Palencia (2 SVB) - Venta de Baños - Saldaña - Herrera de Pisuerga | - Salamanca (3 SVB) - Vitigudino - Alba de Tormes - Aldeávila de la Ribera - Béjar (2 SVB) - Ciudad Rodrigo (2 SVB) - Fuentes de Oñoro - Guijuelo - La Alberca - Linares de Riofrio - Lumbrales - La Fuente de San Esteban - Peñaranda de Bracamonte - Robleda - Santa Marta de Tormes - Villoria | - Cuéllar - Cantalejo - El Espinar - Nava de la Asunción - Navafría - Segovia (2 SVB) - Riaza - Carbonero el Mayor - Sepúlveda - Villacastín | San Pedro Manrique Gómara Berlanga de Duero - Agreda - Almazán - Arcos de Jalón - Burgo de Osma - Pinares-Covaleda - San Esteban de Gormaz - San Leonardo de Yagüe - Soria | - Valladolid (5 SVB) - Cigales - Íscar - Laguna de Duero - Peñafiel - Mayorga - Medina del Campo - Medina de Rioseco - Tordesillas - Tudela de Duero | - Zamora (2 SVB) - Aliste (Alcañices) - Benavente - Bermillo de Sayazo - Carbajales de Alba - Carballeda - Tábara - Toro - La Guareña - Villalpando - Puebla de Sanabria |

UENE

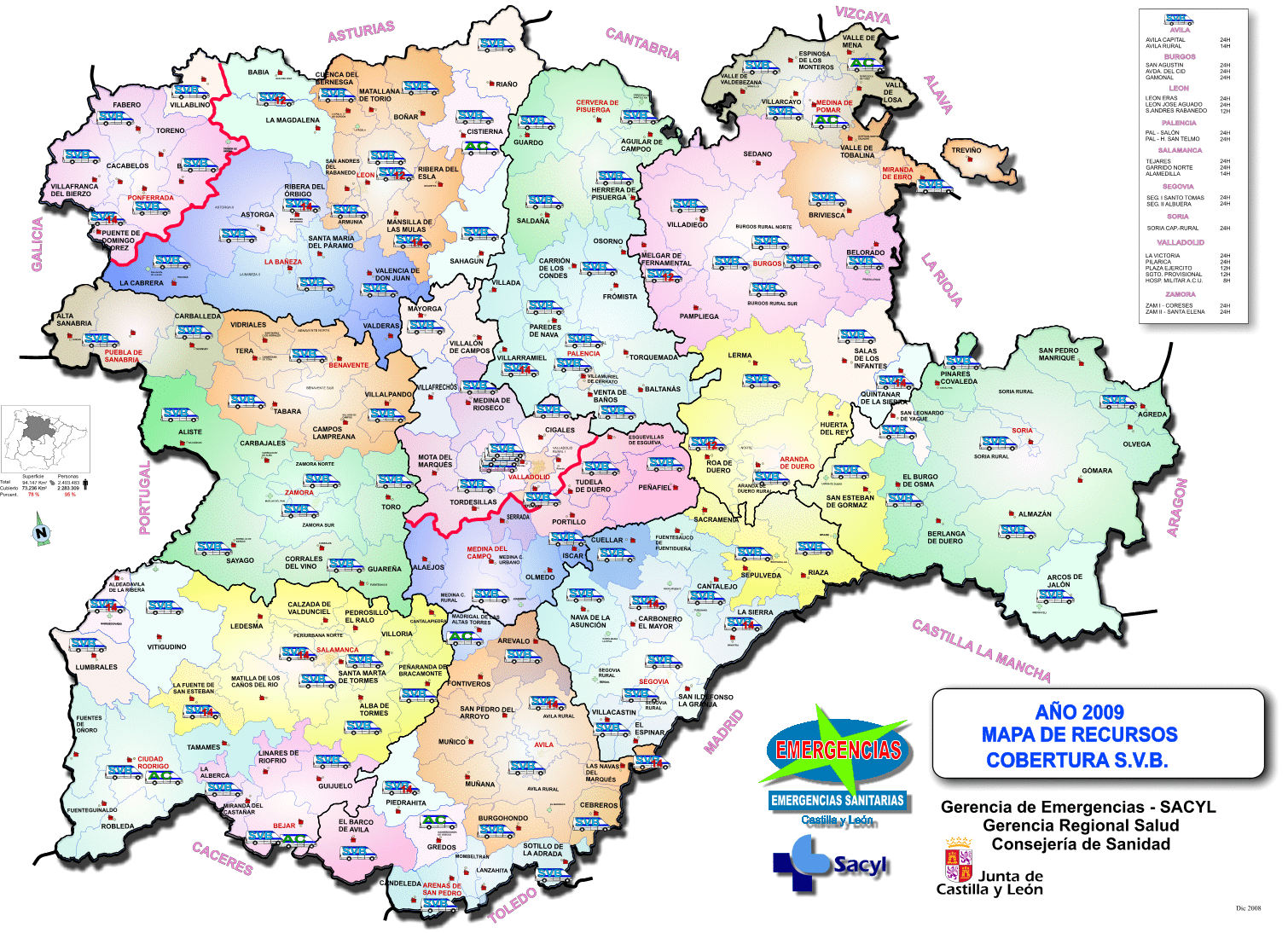
Mapa USVB 2009

Las Unidades de Enfermería de Emergencias (UENE) se encuentran ubicadas en:
| Ávila | Burgos | León | Palencia | Salamanca  | Segovia     | Soria | Valladolid | Zamora     |
| ----- | ------ | ---- | -------- | ---------- | ----------- | ----- | ---------- | ---------- |
|       |        |      | Guardo   | Vitigudino | Cuéllar     |       |            | Fermoselle |
|       |        |      |          |            | Boceguillas |       |            |            |

UME
Las Unidades Medicalizadas de Emergencias (UME) se encuentran ubicadas en:
| Ávila               | Burgos          | León        | Palencia            | Salamanca        | Segovia        | Soria | Valladolid       | Zamora             |
| ------------------- | --------------- | ----------- | ------------------- | ---------------- | -------------- | ----- | ---------------- | ------------------ |
| Ávila Ciudad        | Burgos Ciudad   | León Ciudad | Palencia Ciudad     | Salamanca Ciudad | Segovia Ciudad | Soria | Valladolid 1     | Zamora             |
| Arenas de San Pedro | Aranda de Duero | La Bañeza   | Cervera de Pisuerga | Ciudad Rodrigo   |                |       | Valladolid 2     | Benavente          |
|                     | Medina de Pomar | Ponferada   |                     | Béjar            |                |       | Valladolid 3     | Puebla de Sanabria |
|                     | Miranda de Ebro |             |                     |                  |                |       | Medina del Campo |                    |

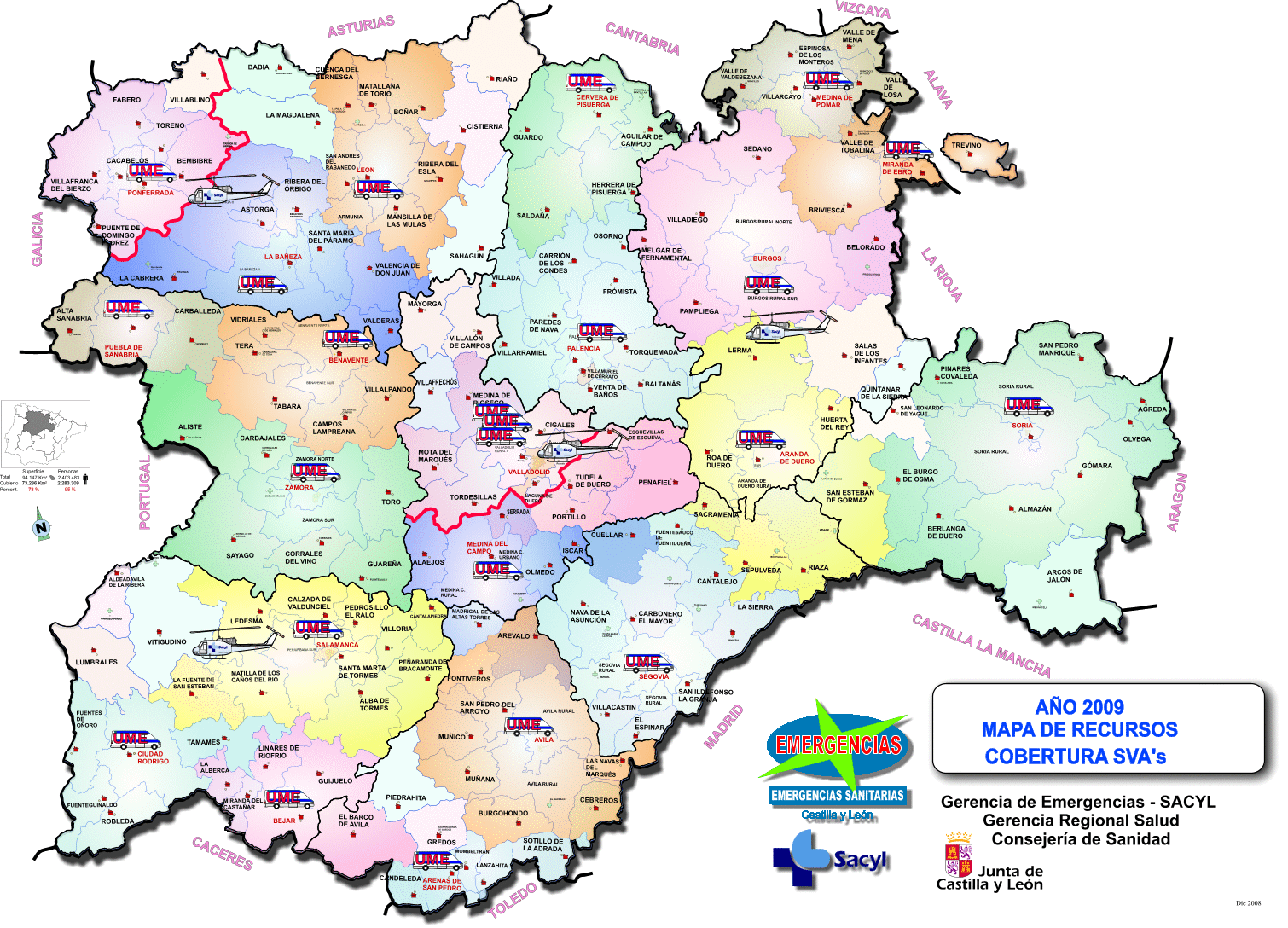
Mapa USVA

Ambulancias UVI (de traslado urgente interhospitalario)
Estas unidades de traslado urgente se encuentran localizadas en
- Ponferrada (León)
- León
- Benavente (Zamora)
- 2 Zamora ciudad
- Salamanca
- Ávila
- Segovia
- Soria
- Aranda de Duero (Burgos)
- Valladolid
- Medina del Campo (Valladolid)
- Miranda de Ebro (Burgos)
- Burgos
- Palencia

Helicópteros medicalizados (SVA)

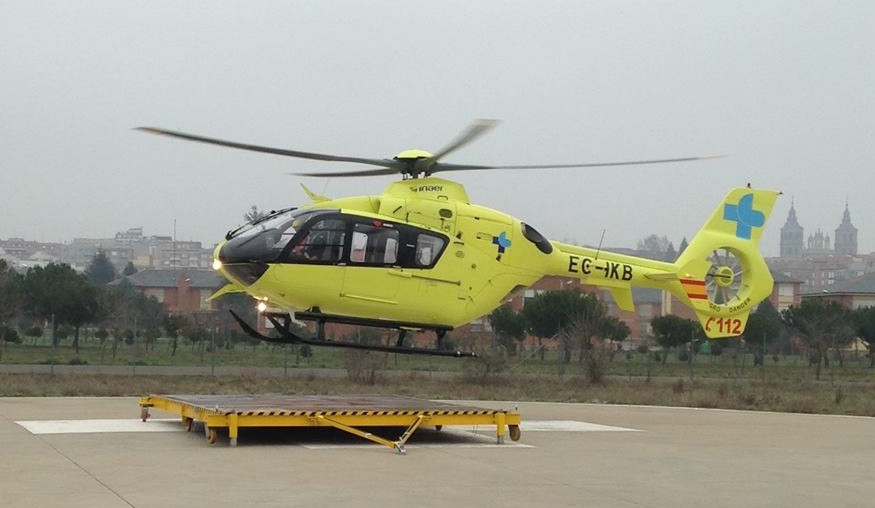
Helicóptero con la nueva rotulación

Estas unidades se encuentran localizadas concretamente en 4 bases que tratan de cubrir toda el área de la Comunidad Autónoma. Están situadas en
- Astorga (León), en helipuerto propio construido a tal efecto.
- Valladolid, en el aeropuerto.
- Burgos, en el aeropuerto.
- Salamanca, en el aeropuerto.

## Uniformidad
El uniforme del personal de Emergencias Sanitarias de Castilla y León es lo que permite su identificación como profesionales sanitarios así como el aumento de visibilidad que tienen cuando proceden a atender una llamada. Se basa en: 
- Polo color naranja con dos franjas reflectantes en el pecho y una en extremidades de manga corta o dos en manga larga.
- Forro polar naranja.
- Un chaleco reflectante naranja con dos franjas de reflexión.
- Pantalones naranja con dos franjas reflectantes en cada pierna.
- Chaqueta impermeable naranja, con franjas de reflexión.
- Botas de trabajo reforzadas.

## Cambio de rotulación

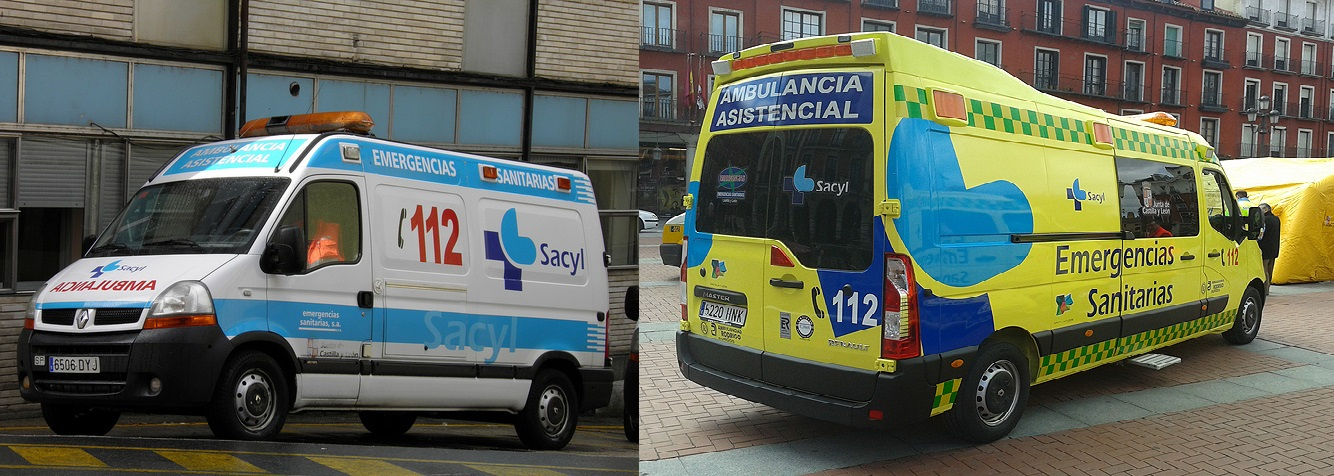
Ambulancia con rotulación antigua y ambulancia con rotulación nueva

El consejero de Sanidad de la Junta de Castilla y León, Antonio María Sáez, presentó el 20 de marzo de 2013 las nuevas de ambulancias, tanto USVB como USVA, que se adaptan a la normativa europea con el fin de homogeneizar el diseño, las prestaciones y los equipos de los vehículos en todos los países miembros de la UE. La principal finalidad del cambio es la de mejorar la seguridad de las ambulancias y también la de los ciudadanos, pues se aumenta su visibilidad y se facilita su identificación como vehículo prioritario. Por ello, se ha optado por utilizar el amarillo como color de base para todo el vehículo y se le han añadido dos franjas en la parte superior e inferior de los vehículos en forma de tablero de ajedrez en verde y amarillo altamente reflexivo conocido como patrón Battenburg. Esta combinación de colores fue seleccionada porque el amarillo es percibido por todas las personas, incluidas aquellas que presentan algún déficit visual, mientras que el verde resulta ser uno de los colores más visibles en condiciones nocturnas.
La renovación de la flota de las ambulancias de Emergencias Sanitarias de Castilla y León se inició ese mismo año en las provincias de Valladolid y de Burgos, que contaron en principio con 15 y con 10 vehículos nuevos respectivamente. Un total de 25 ambulancias que, hasta que se realizó la renovación completa, convivieron con las que se venían utilizando hasta ahora con la rotulación blanca y azul. De esos 25 nuevos vehículos dos fueron Unidades Medicalizadas de Emergencias (UME) y 23 Unidades de Soporte Vital Básico (USVB).
La renovación total de la flota del servicio se ha ido completando a partir de 2015 hasta la sustitución casi completa de toda la flota, no solo de ambulancias sino del resto de vehículos de Emergencias Sanitarias de Castilla y León, siendo los 3 helicópteros los últimos en haber sido modificados con la nueva rotulación.